# Stal Gorzów Wielkopolski (żużel) w sezonie 2010
Sezon 2010 był 44. Stali Gorzów Wielkopolski w Ekstralidze i 63. w historii klubu.

## Rozgrywki

### Statystyki
Zasady klasyfikacji: minimum 1 start w rozgrywkach ekstraligi w sezonie 2010.
| Msc. | Żużlowiec           | Wiek | M. | B. | Pkt. | Bon. | Razem | Śr. bieg. | KSM   |
| ---- | ------------------- | ---- | -- | -- | ---- | ---- | ----- | --------- | ----- |
| 1    | Tomasz Gollob       | 39   | 16 | 83 | 216  | 6    | 222   | 2,657     | 10,70 |
| 3    | Nicki Pedersen      | 33   | 12 | 60 | 142  | 7    | 149   | 2,483     | 9,93  |
| 22   | Przemysław Pawlicki | 19   | 13 | 66 | 95   | 18   | 113   | 1,712     | 6,85  |
| 28   | Matej Žagar         | 27   | 16 | 79 | 113  | 15   | 128   | 1,620     | 6,48  |
| 29   | Tomasz Gapiński     | 28   | 15 | 75 | 106  | 14   | 120   | 1,600     | 6,40  |
| 46   | David Ruud          | 30   | 14 | 56 | 53   | 8    | 61    | 1,089     | 4,36  |
| 50   | Paweł Zmarzlik      | 20   | 10 | 34 | 31   | 3    | 34    | 1,000     | 4,00  |
| nsk  | Łukasz Cyran        | 18   | 1  | 3  | 3    | 0    | 3     | 1,000     | 4,00  |
| nsk  | Simon Gustafsson    | 20   | 8  | 16 | 10   | 1    | 11    | 0,688     | 2,75  |
| nsk  | Zbigniew Suchecki   | 26   | 3  | 8  | 3    | 0    | 3     | 0,375     | 1,50  |
| nsk  | Paweł Parys         | 16   | 1  | 1  | 0    | 0    | 0     | 0,000     | 0,00  |

Wiek według roku urodzenia. Żużlowcy do 21 lat - młodzieżowcy (inaczej juniorzy),
M. - liczba meczów, B. - liczba biegów, Pkt. - liczba punktów, Bon. - liczba bonusów,
Razem - suma Pkt. i Bon., Śr. bieg. - iloraz Razem przez B., KSM - iloczyn Śr. bieg. bez Bon. razy 4,
Msc. - miejsce na liście klasyfikacyjnej, nsk - żużlowiec niesklasyfikowany

### CenterNet Mobile Speedway Ekstraliga
| 1 runda 5 kwietnia 2010 | Caelum Stal Gorzów Wielkopolski | 47:43 | Unia Leszno | Stadion im. Edwarda Jancarza Sędzia: Jerzy Najwer |
| 1 runda 5 kwietnia 2010 | 9. Nicki Pedersen 12 (3,1,2,3,3) 10. David Ruud 1 (u,0,0,1) 11. Matej Žagar 11 (3,3,2,w,3) 12. Tomasz Gapiński 2 (0,0,–,0,2) 13. Tomasz Gollob 17 (3,3,3,3,3,2) 14. Paweł Zmarzlik 2 (1,–,0,1) 15. Simon Gustafsson 2 (2,0,0) | 47:43 | 1. Leigh Adams 9 (2,2,2,3,0) 2. Troy Batchelor 3 (1,1,1,0) 3. Janusz Kołodziej 6 (1,1,1,2,1) 4. Damian Baliński 9 (2,2,3,1,1) 5. Jarosław Hampel 6 (1,2,1,2,0) 6. Sławomir Musielak 0 (0) 7. Jurica Pavlic 10 (3,2,3,0,2) | Stadion im. Edwarda Jancarza Sędzia: Jerzy Najwer |

| 2 runda 25 kwietnia 2010 | Betard WTS Wrocław | 45:45 | Caelum Stal Gorzów Wielkopolski | Stadion Olimpijski we Wrocławiu Sędzia: Jerzy Najwer |
| 2 runda 25 kwietnia 2010 | 9. Kenneth Bjerre 8 (1,3,2,0,2) 10. Leon Madsen 8 (0,1,3,1,3) 11. Piotr Świderski 4 (3,1,u,–) 12. Daniel Jeleniewski 4 (0,2,w,2,0) 13. Jason Crump 7 (2,1,2,2,0) 14. Dennis Andersson 5 (3,0,–,–,2) 15. Maciej Janowski 9 (2,2,1,3,1) | 45:45 | 1. Tomasz Gollob 13 (3,3,3,3,1) 2. David Ruud 7 (2,0,0,3,2) 3. Matej Žagar 6 (2,3,1,0) 4. Tomasz Gapiński 5 (1,0,0,3,1) 5. Nicki Pedersen 11 (3,2,2,1,3) 6. Paweł Zmarzlik 2 (1,1,0,–,0) 7. Simon Gustafsson 1 (0,1) | Stadion Olimpijski we Wrocławiu Sędzia: Jerzy Najwer |

| 3 runda 27 czerwca 2010 | Caelum Stal Gorzów Wielkopolski | 63:27 | Polonia Bydgoszcz | Stadion im. Edwarda Jancarza Sędzia: Artur Kuśmierz |
| 3 runda 27 czerwca 2010 | 9. Tomasz Gapiński 13 (3,3,2,2,3) 10. David Ruud 9 (2,2,3,2) 11. Nicki Pedersen 13 (3,2,3,3,2) 12. Matej Žagar 2 (0,t,–,1,1) 13. Tomasz Gollob 15 (3,3,3,3,3) 14. Paweł Zmarzlik 4 (3,d,1,0) 15. Przemysław Pawlicki 7 (2,3,t,2) | 63:27 | 1. Antonio Lindbäck 5 (1,1,2,1,0) 2. Dienis Gizatullin 2 (0,0,1,1) 3. Grzegorz Walasek 6 (2,2,1,t,1) 4. Robert Kościecha 1 (1,0,d,0) 5. Andreas Jonsson 10 (2,1,2,3,2,0) 6. Szymon Woźniak 2 (1,1,0,–,0) 7. Damian Adamczak 1 (0,1) | Stadion im. Edwarda Jancarza Sędzia: Artur Kuśmierz |

| 4 runda 2 maja 2010 | Tauron Azoty Tarnów | 43:46 | Caelum Stal Gorzów Wielkopolski | Stadion Miejski w Tarnowie Sędzia: Jerzy Najwer |
| 4 runda 2 maja 2010 | 9. Marcin Rempała 5 (2,2,1,0) 10. Bjarne Pedersen 7 (1,1,3,2,0) 11. Sebastian Ułamek 7 (3,1,2,1,0) 12. Tomasz Jędrzejak 5 (0,3,1,1) 13. Krzysztof Kasprzak 9 (2,1,2,3,1) 14. Szymon Kiełbasa 2 (2,–,–,0) 15. Martin Vaculík 8 (3,w,d,2,3) | 43:46 | 1. Tomasz Gollob 14 (3,2,3,3,3) 2. David Ruud 2 (0,w,1,1) 3. Tomasz Gapiński 6 (2,3,0,0,1) 4. Matej Žagar 9 (1,2,2,2,2) 5. Nicki Pedersen 14 (3,3,3,3,2) 6. Paweł Zmarzlik 0 (0,–,–,–,0) 7. Przemysław Pawlicki 1 (1,w,0,0) | Stadion Miejski w Tarnowie Sędzia: Jerzy Najwer |

| 5 runda 9 maja 2016 | Caelum Stal Gorzów Wielkopolski | 51:39 | Włókniarz Częstochowa | Stadion im. Edwarda Jancarza Sędzia: Leszek Demski |
| 5 runda 9 maja 2016 | 9. Matej Žagar 9 (0,3,2,2,2) 10. Tomasz Gapiński 6 (3,1,1,1,0) 11. Nicki Pedersen 14 (2,3,3,3,3) 12. Zbigniew Suchecki 1 (0,1,0) 13. Tomasz Gollob 12 (2,3,2,3,2) 14. Simon Gustafsson 2 (w,–,–,–,2) 15. Przemysław Pawlicki 7 (3,1,1,1,1) | 51:39 | 1. Rune Holta 11 (2,2,3,w,3,1) 2. Krzysztof Słaboń 1 (1,0,0,0) 3. Jonas Davidsson 11 (3,2,3,2,1,0) 4. Sławomir Drabik 1 (1,0,0) 5. Peter Karlsson 8 (3,0,2,0,3) 6. Borys Miturski 1 (1,0) 7. Lewis Bridger 6 (2,2,1,1) | Stadion im. Edwarda Jancarza Sędzia: Leszek Demski |

| 6 runda 16 maja 2010 | Falubaz Zielona Góra | 50:40 | Caelum Stal Gorzów Wielkopolski | Stadion Żużlowy w Zielonej Górze Sędzia: Leszek Demski |
| 6 runda 16 maja 2010 | 9. Grzegorz Zengota 1 (1,w) 10. Greg Hancock 9 (2,2,3,2,0) 11. Piotr Protasiewicz 12 (3,1,2,3,3) 12. Fredrik Lindgren 12 (2,3,1,3,3) 13. Rafał Dobrucki 7 (0,2,1,3,1) 14. Patryk Dudek 6 (3,1,1,0,1) 15. Aleksandr Łoktajew 3 (2,1,w) | 50:40 | 1. Tomasz Gollob 10 (3,2,2,2,d,1) 2. David Ruud 4 (t,0,3,1) 3. Matej Žagar 2 (d,0,2,0) 4. Tomasz Gapiński 5 (1,3,w,1) 5. Nicki Pedersen 11 (2,3,d,2,2,2) 6. Simon Gustafsson 0 (0) 7. Przemysław Pawlicki 8 (1,0,3,1,3,0) | Stadion Żużlowy w Zielonej Górze Sędzia: Leszek Demski |

| 7 runda 23 maja 2010 | Unibax Toruń | 43:47 | Caelum Stal Gorzów Wielkopolski | Motoarena Toruń Sędzia: Wojciech Grodzki |
| 7 runda 23 maja 2010 | 9. Wiesław Jaguś 6 (1,1,3,0,1) 10. Hans Andersen 7 (2,2,2,1,0) 11. Chris Holder 8 (1,3,2,2,0) 12. Adrian Miedziński 5 (3,1,0,1) 13. Ryan Sullivan 9 (2,3,0,2,2) 14. Darcy Ward 7 (3,0,2,2,0) 15. Emil Pulczyński 1 (1) | 43:47 | 1. Nicki Pedersen 10 (3,2,1,0,3,1) 2. Simon Gustafsson 0 (0,0,–,–) 3. Matej Žagar 8 (2,0,1,0,3,2) 4. Zbigniew Suchecki 0 (0,–,–,–) 5. Tomasz Gollob 15 (3,3,1,3,2,3) 6. Łukasz Cyran 3 (2,1,0) 7. Przemysław Pawlicki 11 (w,1,3,3,1,3) | Motoarena Toruń Sędzia: Wojciech Grodzki |

| 8 runda 7 lipca 2010 | Caelum Stal Gorzów Wielkopolski | 55:35 | Unibax Toruń | Stadion im. Edwarda Jancarza Sędzia: Artur Kuśmierz |
| 8 runda 7 lipca 2010 | 9. Tomasz Gapiński 7 (2,t,2,2,1) 10. David Ruud 0 (0) 11. Nicki Pedersen 10 (2,2,3,3,0) 12. Matej Žagar 9 (3,1,2,1,2) 13. Tomasz Gollob 15 (3,3,3,3,3) 14. Paweł Zmarzlik 4 (2,–,1,0,1) 15. Przemysław Pawlicki 10 (w,2,3,3,2) | 55:35 | 1. Adrian Miedziński 10 (1,3,2,0,2,2) 2. Chris Holder 5 (3,0,1,1,0) 3. Ryan Sullivan 4 (1,0,0,–,3) 4. Hans Andersen 7 (0,2,1,3,1) 5. Wiesław Jaguś 4 (1,2,1,0) 6. Michael J. Jepsen 4 (3,0,1,0,0) 7. Emil Pulczyński 1 (1) | Stadion im. Edwarda Jancarza Sędzia: Artur Kuśmierz |

| 9 runda 6 czerwca 2010 | Caelum Stal Gorzów Wielkopolski | 49:39 | Falubaz Zielona Góra | Stadion im. Edwarda Jancarza Sędzia: Jerzy Najwer |
| 9 runda 6 czerwca 2010 | 9. Nicki Pedersen 14 (3,3,2,3,3) 10. David Ruud 2 (w,2,0,w) 11. Matej Žagar 4 (d,0,2,2,0) 12. Tomasz Gapiński 10 (3,3,3,0,1) 13. Tomasz Gollob 10 (1,d,3,3,3) 14. Simon Gustafsson 1 (1) 15. Przemysław Pawlicki 8 (3,3,1,1,0) | 49:39 | 1. Rafał Dobrucki 2 (w,2,0) 2. Grzegorz Zengota 7 (2,1,2,1,1) 3. Piotr Protasiewicz 12 (1,3,3,2,3,0) 4. Fredrik Lindgren 8 (2,2,1,1,2) 5. Greg Hancock 6 (2,w,w,2,2) 6. Patryk Dudek 2 (d,d,–,1,1) 7. Aleksandr Łoktajew 2 (2,w) | Stadion im. Edwarda Jancarza Sędzia: Jerzy Najwer |

| 10 runda 20 czerwca 2010 | Włókniarz Częstochowa | 41:49 | Caelum Stal Gorzów Wielkopolski | Arena Częstochowa Sędzia: Wojciech Grodzki |
| 10 runda 20 czerwca 2010 | 9. Peter Karlsson 6 (3,w,3,0) 10. Rafał Szombierski 1 (0,1,d) 11. Jonas Davidsson 8 (1,0,1,2,3,2) 12. Sławomir Drabik 8 (3,3,0,2,0) 13. Rune Holta 13 (2,3,3,1,3,1) 14. Borys Miturski 0 (d) 15. Tai Woffinden 4 (2,1,1,0,0) | 41:49 | 1. Nicki Pedersen 10 (2,2,2,2,2) 2. Matej Žagar 3 (1,1,1,0) 3. Tomasz Gapiński 7 (0,2,1,3,1) 4. David Ruud 5 (2,0,2,1,0) 5. Tomasz Gollob 14 (3,2,3,3,3) 6. Paweł Zmarzlik 1 (1) 7. Przemysław Pawlicki 9 (3,0,3,2,1) | Arena Częstochowa Sędzia: Wojciech Grodzki |

| 11 runda 4 lipca 2010 | Caelum Stal Gorzów Wielkopolski | 57:32 | Azoty Tauron Tarnów | Stadion im. Edwarda Jancarza Sędzia: Leszek Demski |
| 11 runda 4 lipca 2010 | 9. Tomasz Gapiński 11 (3,2,3,2,1) 10. David Ruud 2 (2,w,–,1) 11. Nicki Pedersen 15 (3,3,3,3,3) 12. Matej Žagar 6 (1,1,1,0,3) 13. Tomasz Gollob 9 (3,3,3,–) 14. Paweł Zmarzlik 6 (1,–,–,1,2,2) 15. Przemysław Pawlicki 7 (2,2,2,1,w) | 57:32 | 1. Sebastian Ułamek 8 (1,2,2,1,1,1) 2. Marcin Rempała 0 (0,0,0) 3. Jesper B. Monberg 7 (2,1,2,2,d,0) 4. Patrick Hougaard 0 (0,0,0) 5. Krzysztof Kasprzak 14 (1,3,2,3,3,2) 6. Szymon Kiełbasa 0 (w,–,–,0,0) 7. Martin Vaculík 3 (3,0,w) | Stadion im. Edwarda Jancarza Sędzia: Leszek Demski |

| 12 runda 11 lipca 2010 | Polonia Bydgoszcz | 42:48 | Caelum Stal Gorzów Wielkopolski | Stadion Miejski im. Marszałka Józefa Piłsudskiego Sędzia: Artur Kuśmierz |
| 12 runda 11 lipca 2010 | 9. Antonio Lindbäck 1 (0,1,–,0) 10. Dienis Gizatullin 10 (1,t,3,2,1,3) 11. Grzegorz Walasek 8 (1,1,2,1,2,1) 12. Robert Kościecha 1 (0,–,–,–,1) 13. Andreas Jonsson 14 (2,2,3,2,3,2) 14. Szymon Woźniak 8 (2,3,1,0,1,1) 15. Damian Adamczak 0 (0,0) | 42:48 | 1. Nicki Pedersen 8 (2,3,3,u,–) 2. Matej Žagar 8 (3,0,1,2,2) 3. Tomasz Gapiński 3 (2,0,1,0) 4. David Ruud 7 (3,2,0,2,0) 5. Tomasz Gollob 13 (1,3,3,3,3) 6. Paweł Zmarzlik 3 (3,0) 7. Przemysław Pawlicki 6 (1,2,0,3,0) | Stadion Miejski im. Marszałka Józefa Piłsudskiego Sędzia: Artur Kuśmierz |

| 13 runda 18 lipca 2010 | Caelum Stal Gorzów Wielkopolski | 57:33 | Betard WTS Wrocław | Stadion im. Edwarda Jancarza Sędzia: Wojciech Grodzki |
| 13 runda 18 lipca 2010 | 9. Tomasz Gapiński 8 (1,3,2,1,1) 10. Nicki Pedersen ZZ 11. Matej Žagar 16 (3,3,2,2,3,3) 12. David Ruud 4 (2,1,1,d) 13. Tomasz Gollob 15 (3,3,3,3,3,–) 14. Paweł Zmarzlik 6 (3,w,–,1,0,2) 15. Przemysław Pawlicki 8 (1,2,1,2,2) | 57:33 | 1. Kenneth Bjerre 8 (2,2,2,2,0) 2. Daniel Jeleniewski 0 (0,0,0) 3. Piotr Świderski 1 (0,1,0,0) 4. Leon Madsen 10 (1,d,3,3,3) 5. Jason Crump 8 (2,d,3,2,1) 6. Maciej Janowski 4 (2,1,1,d) 7. Daniel Andersson 2 (0,1,1,0) | Stadion im. Edwarda Jancarza Sędzia: Wojciech Grodzki |

| 14 runda 8 sierpnia 2010 | Unia Leszno | 58:32 | Caelum Stal Gorzów Wielkopolski | Stadion im. Alfreda Smoczyka Sędzia: Leszek Demski |
| 14 runda 8 sierpnia 2010 | 9. Jarosław Hampel 12 (2,2,3,2,3) 10. Adam Shields 2 (0,1,1,0) 11. Janusz Kołodziej 12 (3,3,1,3,2) 12. Damian Baliński 12 (2,2,3,3,2) 13. Leigh Adams 14 (2,3,3,3,3) 14. Jurica Pavlic 4 (1,1,–,0,2) 15. Sławomir Musielak 2 (2,0) | 58:32 | 1. Tomasz Gapiński 8 (3,1,1,1,1,1) 2. Zbigniew Suchecki 1 (1,0,–,–,1,0) 3. Matej Žagar 6 (d,2,2,0,2) 4. David Ruud 4 (1,1,2,0,0) 5. Tomasz Gollob 9 (3,3,2,1,–) 6. Paweł Zmarzlik 3 (3,0,0,0,0) 7. Paweł Parys 0 (d) | Stadion im. Alfreda Smoczyka Sędzia: Leszek Demski |

| 15 runda 15 sierpnia 2010 | Falubaz Zielona Góra | 47:43 | Caelum Stal Gorzów Wielkopolski | Stadion Żużlowy w Zielonej Górze Sędzia: Wojciech Grodzki |
| 15 runda 15 sierpnia 2010 | 9. Greg Hancock 12 (3,3,3,1,2) 10. Grzegorz Zengota 5 (1,w,2,0,2) 11. Fredrik Lindgren 8 (1,1,2,3,1) 12. Rafał Dobrucki 3 (0,3,0,0) 13. Piotr Protasiewicz 9 (2,3,2,2,0) 14. Patryk Dudek 8 (3,1,1,1,2) 15. Aleksandr Łoktajew 2 (2) | 47:43 | 1. Nicki Pedersen ZZ 2. David Ruud 0 (0,w,–,–) 3. Matej Žagar 8 (2,2,0,0,1,3) 4. Tomasz Gapiński 11 (2,3,2,1,2,0,1) 5. Tomasz Gollob 17 (3,2,w,3,3,3,3) 6. Simon Gustafsson 3 (1,–,1,1) 7. Przemysław Pawlicki 4 (0,0,3,1,0) | Stadion Żużlowy w Zielonej Górze Sędzia: Wojciech Grodzki |

| 16 runda 22 sierpnia 2010 | Caelum Stal Gorzów Wielkopolski | 43:46 | Falubaz Zielona Góra | Stadion im. Edwarda Jancarza Sędzia: Leszek Demski |
| 16 runda 22 sierpnia 2010 | 9. Matej Žagar 6 (0,1,2,w,3) 10. David Ruud 6 (3,3,0,0,0,0) 11. Tomasz Gapiński 3 (0,0,0,2,1) 12. Nicki Pedersen ZZ 13. Tomasz Gollob 18 (3,3,3,3,3,3) 14. Simon Gustafsson 1 (1) 15. Przemysław Pawlicki 9 (3,3,0,2,1,d) | 43:46 | 1. Greg Hancock 6 (1,1,1,3,w) 2. Grzegorz Zengota 8 (2,2,0,2,2) 3. Fredrik Lindgren 6 (1,2,1,1) 4. Rafał Dobrucki 10 (2,1,3,2,2) 5. Piotr Protasiewicz 11 (2,3,2,3,1) 6. Patryk Dudek 6 (2,1,2,1,0) 7. Aleksandr Łoktajew 0 (0) | Stadion im. Edwarda Jancarza Sędzia: Leszek Demski |

### Bilans meczów
| Runda    | 1 | 2 | 4 | 5 | 6 | 7 | 9 | 10 | 3 | 11 | 8 | 12 | 13 | 14 | 15 | 16 |
| Miejsce  | D | W | W | D | W | W | D | W  | D | D  | D | W  | D  | W  | W  | D  |
| Rezultat | Z | R | Z | Z | P | Z | Z | Z  | Z | Z  | Z | Z  | Z  | P  | P  | P  |
| Pozycja  | 3 | 2 | 1 | 1 | 1 | 1 | 1 | 2  | 2 | 2  | 1 | 1  | 1  | 2  | 5  | 6  |

Legenda:       runda zasadnicza: kolejki 1–14;       play-off: kolejki 15–20;       1. miejsce;       2. miejsce;       3. miejsce;       baraż o prawo startu w ekstralidze w 2011 roku;       spadek
D – mecz rozgrywany u siebie; W – mecz rozgrywany na wyjeździe; Z – zwycięstwo; P – przegrana; R – remis